# Flores do Piauí
Flores do Piauí là một đô thị thuộc bang Piauí, Brasil. Đô thị này có diện tích 972,209 km², dân số năm 2007 là 4475 người, mật độ 4,6 người/km².